# Giovanni Giulio Gerolamo Berna
Giovanni Giulio Gerolamo Berna (* 21. April 1717 in Prato (Vallemaggia), heute Gemeinde Lavizzara; † 3. März 1804 in Locarno) war ein römisch-katholischer Geistlicher und Bibliotheksgründer aus dem Schweizer Kanton Tessin.
1741 erhielt er die Priesterweihe und arbeitete danach in Menzonio, bis er ab 1773 Erzpriester an der Kirche San Vittore von Locarno wurde. Aus Mitteln, die sein Vater testamentarisch dazu bestimmt hatte, baute er ab 1762 in Prato eine ca. 900 Bände umfassende Bibliothek für den Klerus im Val Lavizzara auf und machte sie 1784 der Öffentlichkeit zugänglich.